# 谷垣健治
谷垣健治（1970年10月13日—），香港及日本電影動作指導及導演。

## 略歷
谷垣自小受《醉拳》等香港武術電影影響，而對武術產生興趣。曾在倉田保昭成立的「倉田Action Club」習武。1993年隻身來到香港，於香港電影界活躍，因此說得一口流利廣東話，亦是香港動作特技演員公會中唯一的日籍動作指導。
從1995年的亞視劇精武門開始與甄子丹合作，是甄家班資歷最老也最長的成員，在動作設計、電影製作等方面都師承甄子丹，曾於訪問自言「Donnie（甄子丹英文名）是我電影上最大的師父」，提及甄子丹從勘景到剪接等差事都會交給他，《武俠》裡牛落下瀑布的重要場景亦交予他拍攝。這種鍛鍊對他往後擔任動作導演幫助極大。
2011年在甄子丹鼓勵下，回日本發展，憑真人電影《浪客劍心》成功打出個人招牌，成為日本首屈一指的武指。
除了在幕後擔任動作設計，也不時客串幕前演出，早期多扮演挨打的小嘍囉，後期戲份逐漸，在《殺破狼》扮演洪金寶的小弟、在《導火線》客串鄒兆龍的小弟、在《武俠》跟喻亢扮演一對被通緝的搶匪。亦不時在外客串各種角色與擔任武指。回日本發展後，甄子丹若有需要仍常找他回來幫忙，《大師兄》便由他擔任動作導演、《肥龍過江》除了動作設計，亦兼任導演。
甄子丹曾在自己擔任動作設計的日本電影《修羅雪姬》DVD特典訪談中，感謝長年信任與支持自己的「谷垣健治桑」，並表示：「希望我的知識能由他來繼承。他將來一定能在日本當上首屈一指的動作導演，活躍於世界舞台也指日可待」。2014年9月19日於WOWOW台播出的紀錄片『改變日本動作片的男人 谷垣健治　～從香港拍攝現場到電影《浪客劍心》～』中表示:「Kenji非常勤奮，拚命努力，我很開心他能如此活躍，他是我的驕傲。」
2018年憑電影《邪不壓正》，與何鈞、嚴華一同獲得第55屆金馬獎最佳動作設計獎殊榮。
2022年憑電影《怒火》，與甄子丹、谷軒昭和李忠志一同獲得第40屆香港電影金像獎最佳動作設計獎殊榮。2024年公映的參與動作導演作品《九龍城寨之圍城》（鄭保瑞執導），更成為了香港第三高票房及第二套破一億港幣票房收入的華語電影，再次聲名大噪。同年，受安樂影片江志強之邀，執導香港英語動作電影《火遮眼》，暫預定2025年上映。

## 作品

### 導演
- 無人島物語　BRQ（2001年，日本電影）
- 隠忍術〜しのび〜（2002年，日本電影）
- 隠忍術〜しのび〜・弐（2002年，日本電影）
- 女ドラゴン軍団VSくの一五人衆～飛龍紅雲山～（2005年，日本電影）
- マスター・オブ・サンダー　決戦！！封魔龍虎伝（2006年，日本電影）
- 肥龍過江（2020年，香港電影）
- 火遮眼（The Furious，已拍峻，2025年預定，香港英語電影）[3]

### 動作導演
- 玻璃﹐少女 (2001)
- 永遠的三丁目的夕陽（2005年、日本電影）
- 功夫小子（2007年、日本電影）
- 奪命捉迷藏(2008年、日本電影）
- カムイ外傳（2009年、日本電影）
- 浪客劍心(2012年、日本電影)
- 浪客劍心 京都大火篇（2014年、日本電影）
- 浪客劍心：傳說落幕篇（2014年、日本電影）
- 消失的兇手（2015年，香港電影）
- 我們不戰鬥（2015年 AKB48日本MV）
- 北京遇上西雅圖之不二情書（2016年，中國電影）
- 擺渡人（2016年，中國電影，與潘健君共同指導）
- 新宿天鹅2（2017年、日本電影）
- 心理罪之城市之光（原題・2017年，中國電影，與伍剛共同指導）
- 捉妖記2（2018年，香港電影）
- 邪不壓正（2018年，中國電影，與何鈞、嚴華共同指導）
- 大師兄（2018年，香港電影）
- 浪客剑心 最终章（2021年，日本電影）
- 特种部队：蛇眼起源（2021年，美国電影）

### 動作指導
- 旺角揸Fit人 (1996年)
- 去吧！揸Fit人兵團 (1996年)
- 赤足驚魂 (1997年)
- 殺殺人、跳跳舞（1998年）
- 星月童話 (1999年)
- 東京攻略 (2000年)
- 九龍冰室 (2001年)
- 幽靈刺客2（刀锋战士2）(2002年、美國電影)
- 修羅雪姬 (2002年、日本電影)
- 千機變 (2003年)
- 鬼武者3(2004年、PS2遊戲）
- 飛鷹 (2004年)
- 殺破狼(2005年)
- 導火綫（2007年）
- 十月圍城 (2009年)
- 新宿事件(2009年)
- 精武風雲·陳真(2010年)
- 關雲長(2011年)
- 武俠(2011年)
- 特殊身份 (2013年)
- 西遊記之大鬧天宮（2014年）
- 怒火（2021年）
- 天龙八部之乔峰传（2023年）
- 九龍城寨之圍城（2024年）

### 演員
- 黑拳 飾 金龍 (貨船之戰的對手之一，未列在演員表中)
- 導火綫 飾 Tony手下Kenji
- 殺破狼 飾 王寶手下
- 順流逆流 飾 小老鼠 （殺手）
- 九龍冰室 飾 九紋龍手下

## 獎項及提名

### 香港電影金像獎
| 年份 | 頒獎典禮             | 獎項         | 影片                 | 結果 |
| ---- | -------------------- | ------------ | -------------------- | ---- |
| 2022 | 第40屆香港電影金像獎 | 最佳動作設計 | 《怒火》             | 獲獎 |
| 2024 | 第42屆香港電影金像獎 | 最佳動作設計 | 《天龍八部之喬峰傳》 | 提名 |
| 2025 | 第43屆香港電影金像獎 | 最佳動作設計 | 《九龍城寨之圍城》   | 獲獎 |

### 台灣金馬獎
| 年份 | 頒獎典禮     | 獎項         | 影片         | 結果 |
| ---- | ------------ | ------------ | ------------ | ---- |
| 2018 | 第55屆金馬獎 | 最佳動作設計 | 《邪不壓正》 | 獲獎 |
| 2018 | 第55屆金馬獎 | 最佳動作設計 | 《捉妖記2》  | 提名 |

## 外部連結
- 谷垣健治個人blog（页面存档备份，存于）
- 谷垣健治在香港影庫上的簡介
- 谷垣健治在豆瓣上的资料（简体中文）